# Bajazid Doda
Bajazid Elmaz Doda (Štirovica, 1888 – 25 de abril de 1933) foi um escritor e fotógrafo etnográfico albanês. Ele é o autor do livro Albanisches Bauerleben im oberen Rekatal bei Dibra (Macedônia) [Vida camponesa albanesa no vale do Alto Reka perto de Dibra (Macedônia)], escrito em Viena, em 1914, bem como de inúmeras fotos raras do início do século XX, retratando terras habitadas por albaneses durante o período em que pertenciam ao Império Otomano, especialmente do Alto Reka, região onde nasceu. A espécie de tartaruga fóssil Kallokibotion bajazidi foi nomeada em sua homenagem por seu amante Franz Nopcsa.

## Vida
Bajazid Doda nasceu em 1888, em Štirovica, uma vila habitada por albaneses na região de Upper Reka, na Macedônia do Norte, então Império Otomano. Como muitos outros habitantes de Upper Reka, ele foi para a Romênia para trabalhar. Em Bucareste, Romênia, em 1906, conheceu o barão e estudioso húngaro Franz Nopcsa (1877–1933), que o contratou como seu servo. Os dois se tornaram amantes e começaram a viver juntos.
Nopcsa e Doda deixaram Bucareste para a mansão da família Nopcsa em Săcel, na Transilvânia, e depois passaram vários meses em Londres, onde Doda adoeceu com gripe. Em meados de novembro de 1907, os dois viajaram para Shkodër, onde mantiveram uma casa em dois períodos distintos: de 1907 a 1910, e a partir de outubro de 1913. Eles viajaram por Mirditë e foram sequestrados por um famoso bandido Mustafa Lita. Após serem libertados em Prizren, viajaram para Skopje, para visitar a casa de Doda em Upper Reka. De volta a Shkodër, eles foram visitar as terras das tribos Hoti e Gruda. Viajaram juntos e separados pelas terras albanesas.
Durante a Primeira Guerra Mundial, em 1915-1916, Nopcsa levou Doda com ele enquanto servia no exército austro-húngaro no Kosovo. Após a guerra, eles viveram principalmente em Viena, onde Nopcsa publicou vários livros e se tornou conhecido como albanólogo, paleontólogo e geólogo. Por cerca de três anos, fizeram uma turnê pela Europa em uma motocicleta, procurando por fósseis. Em 25 de abril de 1933, sofrendo de depressão, Nopcsa matou Doda enquanto ele dormia e então cometeu suicídio.

## Obras fotográficas e literárias
Doda é autor do livro Albanisches Bauerleben im oberen Rekatal bei Dibra (Macedônia) [Vida camponesa albanesa no vale do Alto Reka, perto de Dibra (Macedônia)], que foi concluído em Viena, em abril de 1914, e publicado postumamente em Viena em 2007, após ser redescoberto nos arquivos. A publicação é acompanhada por fotografias originais de 1907, principalmente da vila de Štirovica e de seus arredores, juntamente com duas fotografias de Skopje. Seu livro contém informações valiosas sobre o Alto Reka e sua cultura, costumes, idioma e outras facetas da vida cotidiana à época. O objetivo do livro, segundo Doda, era descrever o estilo de vida em extinção do elemento muçulmano no Alto Rio e refutar as afirmações de Spiridon Gopčević em seu livro Macedônia e Velha Sérvia (1889) sobre os albaneses do Alto Reka serem "eslavos albanizados".
Robert Elsie afirmou que o manuscrito original, considerado perdido, pode ter sido traduzido do albanês para o alemão por Nopcsa (e/ou com considerável contribuição dele), devido à quantidade de vocabulário albanês que continha. Elsie elogiou o livro por suas informações detalhadas sobre o Alto Reka e por ter sido criado em uma época de pouca literatura albanesa. Elsie afirma que a obra foi a primeira a empregar o dialeto albanês do Alto Reka na literatura. Outros estudiosos, como Andrea Pieroni, descrevem a obra como um "relato etnográfico muito detalhado", que inclui "notas importantes sobre os usos locais de alimentos e plantas medicinais" e sobre pesquisas na região do Alto Reka.